# Grande Sinagoga de Tallinn

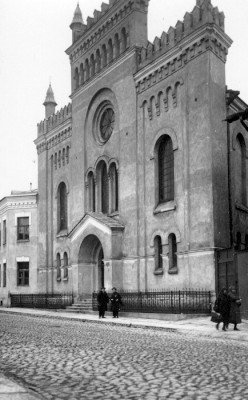
Fachada da sinagoga (por volta de 1900)

A Grande Sinagoga de Tallinn (em estoniano:  Tallinna suur sünagoog) foi uma sinagoga na rua Maakri, em Tallinn, na Estónia. Actualmente os judeus frequentam a Sinagoga de Tallinn.
A sinagoga foi construída em 1884 e projetada por Nikolai Thamm sénior.
Após o bombardeio de março de 1944, a sinagoga ficou em chamas e, em 1947, foi demolida.